# Verdwijning van Paula Jean Welden
De verdwijning van Paula Jean Welden (19 oktober 1928 - verdwenen op 1 december 1946) betreft het vermist raken van een Amerikaanse studente tijdens een wandeling op de Long Trail in Bennington in de Amerikaanse staat Vermont. Het lot van Welden blijft tot op de dag van vandaag een mysterie. Tevens is het één van vele onverklaarbare verdwijningen die zich op de Long Trail hebben voorgedaan.
De slordigheden in het onderzoek en de daaropvolgende kritiek vormden de aanleiding voor het oprichten van de Vermont State Police. 

## Verdwijning
In 1946 was Welden tweedejaarsstudent aan het Bennington College in North Bennington. Op 1 december besloot Welden een wandeling te maken op de Long Trail. De kleding die Welden droeg was prima voor het weer van die middag, maar niet voor de verwachte temperatuurdaling die nacht. Ze nam geen tas, extra kleding of geld mee. Naar alle waarschijnlijkheid verwachtte ze niet meer dan een paar uur weg te zijn.
Welden liep de oprit van de campus af en liftte naar het beginpunt. Een groep wandelaars getuigden dat zij met Welden hebben gesproken op de Long Trail. Na het gesprek liep Welden in de noordelijke richting over het pad dat bekend staat als Harbour Road. De wandelaars vonden dat Welden laat in de middag een wandeling maakte, want het begon reeds donker te worden. Welden is hierna nooit meer gezien.

## Onderzoek
De kamergenoot van Welden dacht in eerste instantie dat zij in de bibliotheek aan het studeren was. Toen Welden echter de volgende ochtend nog steeds niet was verschenen, werd de officier van justitie van Bennington County op de hoogte gesteld door de school en werden zoektochten op touw gezet. Honderden vrijwilligers, Weldens familieleden, troepen van de National Guard en brandweerlieden zochten tevergeefs naar Welden. Grond- en luchtonderzoeken leverden eveneens niets op. De meesten gingen ervan uit dat Welden verdwaald was geraakt in het bos. Toen er hiervoor geen aanwijzingen werden gevonden, begonnen andere theorieën de ronde te doen. Wellicht was ze bewust weggelopen, was ze gewond geraakt en leed ze aan geheugenverlies, had ze zelfmoord gepleegd of was ze ontvoerd.
Ten tijde van Weldens verdwijning was er geen staatspolitie in Vermont. De officiële instanties die betrokken waren bij de verdwijning van Welden waren de staatsadvocaat, de sheriff van de county en staatsonderzoeker Almo Franzoni. Weldens vader drong er bij gouverneur Mortimer R. Proctor op aan om extra professionele hulp in te schakelen. Dit werd toegewezen. Meerdere instanties bemoeiden zich met de zaak en ondervroegen iedereen die Welden gedacht gezien of gesproken te hebben op de dag van haar verdwijning.
Onderzoekers ontdekten dat een van de laatste mensen die Welden levend had gezien een houthakker was genaamd Fred Gaudette, die langs Harbour Road woonde.  De politie ontdekte dat hij meerdere keren tijdens het onderzoek had gelogen en hij werd als verdachte gezien. Naar verluidt vertelde Gaudette aan minstens twee mensen dat hij wist waar Welden begraven lag, maar later zei hij weer dat dit grootspraak was geweest. Toen er geen forensisch bewijs werd gevonden dat er een misdaad was gepleegd, eindigde het onderzoek naar Gaudette.

## Nasleep
De manier waarop Weldens verdwijning door lokale politie werd afgehandeld werd scherp bekritiseerd door Weldens familie en vele anderen. Weldens vader wees erop dat het ontbreken van een staatsbrede wetshandhavingsorganisatie en het gebrek aan professionaliteit bijdroegen aan een slecht uitgevoerd onderzoek. 
Binnen zeven maanden na Weldens verdwijning werd de Vermont State Police opgericht.

## Literaire werken
- Schrijfster Shirley Jackson was geïnspireerd door Weldens verdwijning toen ze haar roman Hangsaman (1951) schreef. Ten tijde van Weldens verdwijning woonde Jackson in North Bennington en was haar echtgenoot werkzaam op Bennington College. Jacksons korte verhaal The Missing Girl verwijst ook naar de zaak van Welden.
- De roman Last Seen Wearing (1952) van schrijver Hillary Waugh is gebaseerd op Weldens verdwijning.
- Schrijfster Donna Tartt heeft verklaard dat de verdwijning van Welden één van de inspiratiebronnen was achter haar roman The Secret History (1992).